# Rosalindo Souza
Rosalindo Souza (Itaguaçu, 2 de janeiro 1940 - ?) foi um guerrilheiro brasileiro, contra a ditadura militar. O local de morte e a data ainda são desconhecidos, alguns documentos apontam que foi no dia 16 de setembro 1973 nas Terras de João do Barraco, embora outros indiquem que sua morte ocorreu  em 9 de setembro 1973 no município de Xambioa (TO).

## Biografia
Nascido em Itaguassú estudou no Centro Educacional Alfredo Dutra, em Itapetininga, mesma cidade onde terminou o ginásio. No ensino médio teve uma pausa nos estudos, devido a convocação para cumprir o serviço militar, após ter sua dispensa em 1960, ele voltou a morar na região metropolitana do Sorocaba; Começou a trabalhar como diretor da secretaria da câmara municipal.
No ano de 1963, iniciou seus estudos acadêmicos, como consequência se mudou para Bahia, onde tinha ingressado na  Universidade Federal para cursar direito, e durante este período também trabalhou como escriturário no Instituto de Aposentadoria e Pensão dos Comerciários. Começou então como militante ativo ao fazer parte do movimento estudantil, e ainda foi eleito presidente do Centro Acadêmico Rui Barbosa. A  atuação no movimento estudantil, logo passou a ser monitorado pelos órgãos de informações do estado; em contrapartida  resultou que em 1969 Rosalindo teve mais uma sua trajetória nos estudos interrompida, foi bloqueado quando tentou se matricular no 4° da faculdade direito  Rosalindo mudou-se para o Rio de Janeiro,onde residiu por algum tempo com o casal Dinalva e Antonio Carlos, seus amigos da Bahia, também Ainda no Rio de Janeiro concluindo os estudos em Direito, na Faculdade Cândido Mendes. Quando retornou à Bahia, inscreveu-se nos quadros da OAB e montou um escritório de advocacia em Itapetinga.
Em 1971, Rosalindo foi denunciado e julgado à revelia perante a Justiça Militar, que o condenou a dois anos e dois meses de reclusão. No mês de abril, dias antes de sua sentença ser prolatada, viajou para a região de Caianos, no sudeste do Pará, para integrar o Destacamento da Guerrilha do Araguaia. Conhecido como Mundico nas redondezas, o guerrilheiro fez um cordel que ficou famoso entre os moradores da região intitulado Romance da libertação
Rosalindo viajou para a região de Caianos em abril de 1971, dias antes de ser condenado à revelia a dois anos e dois meses de prisão pela Justiça Militar. No Araguaia, integrou-se ao Destacamento C da guerrilha. Era um artista, fez canções, poemas, peças de teatro. Durante sua presença na região da guerrilha adotara o codinome “Mundico”. Poeta, Rosalindo fora autor de cordéis que tinham como objetivo aproximar as Forças Guerrilheiras do Araguaia, formadas por militantes do Partido Comunista do Brasil, e a população local. População essa constituída, por sua vez, por um grande número de negros, oriundos de frentes migratórias que chegavam ao Pará em busca de terras, vindas de estados como o Maranhão, Piauí e Goiás. Antes de compor cordéis como o Romance da Libertação, ao qual apenas alguns trechos chegaram aos dias atuais.

## Escritos
Rosalindo teve um de seus poemas publicado no “O Anuário do Colégio Antônio Vieira”, em 1958:

### "GRANDEZAS"
"Aos píncaros mais altos
Sonhei um dia subir,
Galgar em grandes saltos
A glória de um belo porvir.
Imaginava grandeza
Em tudo, não sei porque.
O futuro uma beleza,
Ser grande, queria ser.
Sonhei viver abastado,
Senti o amor nascer,
Sonhei na glória e honrado,
Sonhei meu nome crescer"[...]
Outro escrito importante de Rosalindo Souza foi a canção do Guerrilheiro. Rosalindo, também teria escrito outro romance: ‘O Encontro do Osvaldão com a Dina’.

### “Canção do Guerrilheiro do Araguaia”,
[...] Nas selvas sem fim da Amazônia
Vive e combate o guerrilheiro sem par
Valente e destemido
Sua bandeira fulgente é lutar
Sua tarefa gloriosa Realiza com ardor
Avançar, empunhar todas as armas
Contra o inimigo opressor![...]

## Prisão e desaparecimento
No relatório de Arroyo consta que Mundicio morreu ao final do mês de setembro de 1973, por conta de um acidente envolvendo arma que portava.O relatório do ministério da marinha entregue ao ministro da justiça em 1993, apresenta a morte do guerrilheiro em setembro de 1993, mas havendo um possível erro de datilografia com relação ao ano.
Já o Diário de Maurício Grabois registra a morte de Mundico no dia 16 de agosto de 1973 e não estabelece como certo o acidente com a arma, apesar de indicá-lo como uma hipótese provável. Este documento assinala, também, que seu corpo foi encontrado na mata, próximo a casa de um camponês e que havia sido enterrado perto desse lugar, recebendo homenagens de seus companheiros. Mesmo concordando com a data de morte assentada pelo Diário de Maurício Grabois, o Relatório do Ministério do Exército, de 1993, traz uma nova versão para o ocorrido, afirmando que a morte de Rosalindo se deu em combate com forças de segurança. Em contrapartida no relatório apresentado na mesma ocasião ao Ministério da Aeoronatica, fez referência a outras informações que a morte do guerrilheiro mas não elucidam a data ou o desenrolar dos fatos que culminaram na morte de Mundico.
Investigação
Entre elas está documento do Comitê Brasileiro pela Anistia, datado de novembro de 1979 e declaração de José Genoíno (na época, deputado federal), publicada pela Folha de S.Paulo de 26 de junho de 1978. Na contramão das informações anteriores, o ex-guia do Exército Sinésio Martins Ribeiro declarou ao Ministério Público Federal (MPF), em 2001, que – quando ainda estava preso na base de Xambioá durante agosto ou setembro – viu a cabeça de Rosalindo. Sinésio sustenta que os guerrilheiros teriam matado Mundico e que a sepultura, localizada nas terras de um outro regional referido apenas como João do Buraco, foi mostrada por este aos militares ao ser preso. Dias depois, a sepultura foi cavada e os militares cortaram a cabeça e enterraram novamente o corpo. Segundo o depoimento, a cabeça foi levada para a base, mostrada aos presos para reconhecimento e deixada exposta, por alguns dias, perto do barracão do Exército antes de ser enterrada novamente.

### Nova Versão
Há uma nova versão publicada pelo jornal estadão no dia 21 de setembro de 2014 com relação a morte de Rosalindo Souza, na qual um ex-guia do exercito alega ter matado Rosalindo
Olímpio Pereira, afirma que o guerrilheiro teria matado um amigo seu – João Pereira – em 1972. E que, em setembro de 1973, com a indicação da localização de Mundico feita por irmãos de João, seguiu-o pela mata, encontrando-o no casebre de um morador chamado João do Buraco. Ele relata que disparou apenas um tiro, à espreita, matando-o.
Ângelo Arroyo comenta em seu relatório: “[...] acontecimentos negativos ocorreram também em setembro: a morte de Mundico, do C, por acidente com a arma que portava...”. No entanto, segundo o relatório do Ministério do Exército, de 1993, Rosalindo “teria sido morto no dia 6 Ago 73, em combate com as forças de segurança”. O relatório da Marinha marca setembro.
Em declaração prestada ao Ministério Público, em São Geraldo do Araguaia, em 19 de julho de 2001, Sinésio Martins Ribeiro, ex-colaborador do Exército na região, conta que, quando ainda estava preso no curral da base de Xambioá, viu a cabeça de Rosalindo. Isto se deu entre agosto e setembro porque as roças ainda não tinham sido queimadas e quem descobriu a sepultura foi o João do Buraco,  proprietário do local onde estava enterrado o Mundico.
As terras do João do Buraco eram frequentadas pelos guerrilheiros e João do Buraco, ao ser preso pelo Exército, mostrou a sepultura. O Exército não havia travado combates neste local e por isso disse que foram os guerrilheiros que mataram o Mundico. O Exército chegou lá por volta de 4 ou 5 dias após, cavou a sepultura, cortou a cabeça e enterrou novamente o corpo. A cabeça foi levada para a base e mostrada aos presos para reconhecimento. Ela estava meio destruída, o cabelo solto e João do Buraco reconheceu o Mundico.

## CONCLUSÃO DA CNV
A CNV apontou Rosalindo como um desaparecido político por não terem sido entregues os restos mortais aos seu familiares.Conforme o exposto na Corte Interamericana no caso Gomes Lund e outros:
“o ato de desaparecimento e sua execução se iniciam com a privação da liberdade da pessoa e a subsequente falta de informação sobre seu destino, e permanece enquanto não se conheça o paradeiro da pessoa desaparecida e se determine com certeza sua identidade”. “tem o dever de investigar e, eventualmente, punir os responsáveis. Assim, recomenda-se a continuidade das investigações sobre as circunstâncias do caso de Rosalindo Souza, localização de seus restos mortais, retificação da certidão de óbito, identificação e responsabilização dos demais agentes envolvidos no caso"[...]

## Homenagens
- Em 2015 foi um dos homenageados pela Câmara Municipal de Itapetinga-BA . Recebeu o título de cidadão itapetinguense por ter prestado serviços ao município.[13]